# Marco Rossi
Marco Rossi (Seravezza, 1 de Junho de 1978) é um ex-futebolista italiano que atuava como meio-campista. Atualmente é diretor de futebol do Genoa.

## Carreira
Quando jogador, foi capitão e ídolo do Genoa, clube que defendeu desde 2003 e passou a maior parte da sua carreira. Em 2000, foi campeão da Euro Sub-21 com a Seleção Italiana.